# خوزه ماریا سانچز لاژ
خوزه ماریا سانچز لاژ (انگلیسی: José María Sánchez Lage; ۱۱ مهٔ ۱۹۳۱ – ۳۱ دسامبر ۲۰۰۴) بازیکن فوتبال اهل آرژانتین بود.
از باشگاه‌هایی که در آن بازی کرده‌است می‌توان به باشگاه فوتبال ریور پلاته، باشگاه فوتبال بانفیلد، باشگاه فوتبال لوانته، باشگاه فوتبال رئال اویدو، باشگاه فوتبال دپورتیوو لاکرونیا، باشگاه فوتبال والنسیا، و باشگاه فوتبال اتلتیکو هوراکان اشاره کرد.